# 江村经济
《江村经济》是中国社会调查方面的学术著作。

## 内容
该书是费孝通1938年在英国伦敦大学学习时撰写的博士论文，论文的依据是作者在江苏省吴江县开弦弓村的调查资料，最初以英文发表，题为《开弦弓，一个中国农村的经济生活》。1939年在英国出版，书名为《中国农民的生活》。作者将开弦弓取名为江村。1986年，江苏人民出版社出版中文本时沿用原书扉页上的《江村经济》一名。
全书计16章，分为前言、调查区域、家、财产与继承、亲属关系、户与村、生活、职业分化、劳作日程、农业、土地的占有、蚕丝业、养羊与贩卖、贸易、资金、中国的土地问题。另有人类学家B·K·马林诺夫斯基作的序及附录“关于中国亲属称谓的一点说明”。作者详尽地描述了江村这一经济体系与特定地理环境，以及与所在社区的社会结构的关系。
该书详尽的资料和客观系统的描述，为国际人类学家 、社会学家及其他读者了解中国提供了重要的帮助。出版后受到了人类学界和社会学界的重视。